# Alloclubionoides
Genre
Synonymes
- Ambanus Ovtchinnikov, 1999

Alloclubionoides est un genre d'araignées aranéomorphes de la famille des Agelenidae.

## Distribution
Les espèces de ce genre se rencontrent en Asie de l'Est et en Extrême-Orient russe.

## Liste des espèces
Selon World Spider Catalog (version 19.5, 21/10/2018) :
- Alloclubionoides amurensis (Ovtchinnikov, 1999)
- Alloclubionoides bifidus (Paik, 1976)
- Alloclubionoides cochlea (Kim, Lee & Kwon, 2007)
- Alloclubionoides coreanus Paik, 1992
- Alloclubionoides dimidiatus (Paik, 1974)
- Alloclubionoides euini (Paik, 1976)
- Alloclubionoides geumensis Seo, 2014
- Alloclubionoides grandivulvus (Yaginuma, 1969)
- Alloclubionoides huanren Zhang, Zhu & Wang, 2017
- Alloclubionoides hwaseongensis Kim, Yoo & Lee, 2018
- Alloclubionoides imi Kim, Yoo & Lee, 2018
- Alloclubionoides jaegeri (Kim, 2007)
- Alloclubionoides jirisanensis Kim, 2009
- Alloclubionoides kimi (Paik, 1974)
- Alloclubionoides lunatus (Paik, 1976)
- Alloclubionoides mandzhuricus (Ovtchinnikov, 1999)
- Alloclubionoides meniscatus (Zhu & Wang, 1991)
- Alloclubionoides naejangensis Seo, 2014
- Alloclubionoides namhaensis Seo, 2014
- Alloclubionoides namhansanensis Kim, Yoo & Lee, 2018
- Alloclubionoides napolovi (Ovtchinnikov, 1999)
- Alloclubionoides nariceus (Zhu & Wang, 1994)
- Alloclubionoides nasuta Kim, Yoo & Lee, 2018
- Alloclubionoides ovatus (Paik, 1976)
- Alloclubionoides paiki (Ovtchinnikov, 1999)
- Alloclubionoides paikwunensis (Kim & Jung, 1993)
- Alloclubionoides pseudonariceus (Zhang, Zhu & Song, 2007)
- Alloclubionoides quadrativulvus (Paik, 1974)
- Alloclubionoides rostratus (Song, Zhu, Gao & Guan, 1993)
- Alloclubionoides solea Kim & Kim, 2012
- Alloclubionoides terdecimus (Paik, 1978)
- Alloclubionoides triangulatus (Zhang, Zhu & Song, 2007)
- Alloclubionoides trisaccatus (Zhang, Zhu & Song, 2007)
- Alloclubionoides wolchulsanensis Kim, 2009
- Alloclubionoides yangyangensis Seo, 2014

## Publication originale
- Paik, 1992 : A new genus of the family Clubionidae (Arachnida, Araneae) from Korea. Korean arachnology, vol. 8, p. 7-12.